# جوئل گودمن
جوئل گودمن (انگلیسی: Joel Goodman) موسیقی‌دان و آهنگساز اهل ایالات متحده آمریکا است.
از فیلم‌هایی که وی در آن‌ها نقش داشته‌است، می‌توان به استخدام اشاره نمود.